# Брайлова азбука
Брайлова азбука се нарича тактилна система за писане и четене, използвана от слепите и слабовиждащите хора по света.
Използва се в книги, менюта, документи, бутоните на асансьорите, валута, лекарства. Брайловите символи могат да се изписват на плоча с шило, като точките излизат релефни от другата страна на листа или с брайлова машина. Брайловите потребители могат да четат и от мониторите на компютрите и други електронни пособия, използвайки брайлов дисплей.
Брайловата азбука носи името на своя създател Луи Брайл, който ослепява вследствие на инцидент в детството си. На 15-годишна възраст, Луи развива свой код за писане, подобрявайки система, разработена от войници, позната като „нощно писане“. Той публикува своята система, като впоследствие през 1829 г. включва и музикалните ноти. През 1837 г. са предложени и първите цифри.
Брайловата азбука представлява малки правоъгълни блокове, наречени клетки, съдържащи малки релефни точици. Броят и разположението на тези точици определя значението на символите. Започва постепенното транскрибиране и нагаждане на системата и за други езици.
Брайловото образование остава важно за развитието и грамотността на всички незрящи и слабовиждащи хора.

## История
Брайловата азбука изначално е разработена като тактилен военен код, наречен „нощно писане“. Изработено е от Чарлз Барбие в отговор на изискване на Наполеон за създаване на средство за общуване на войниците, което да става тихо и без светлина. Системата се е основавала на 12 релефни точки, кодиращи 36 различни звука. Това се оказва трудна за разпознаване система и войниците я отхвърлят скоро. През 1821 г. Барбие посещава Националния институт за слепи в Париж, където се запознава с Луи Брайл. Брайл е сляпо момче на 12 години, което е ученик там. Работейки заедно върху системата, те установяват два основни нейни дефекта: 1. Представляващ единствено звука, кодът не може да изрази правописа на думата. 2. Човешките пръсти не могат да обхванат всичките 12 точки на думата, без да се движат, а това става доста бавно. Луи започва самостоятелни разработки по темата. Три години по-късно момчето, едва на 15-годишна възраст, през октомври 1824 г. открива гениалната азбука. Решението е да се използват клетки с 6 точки и да се определи конкретен модел за всяка буква от азбуката, а не само за звуците. За незрящите днес, брайлът е не просто система за писане и четене, а независимост и пълноправие.

## Произход
Брайловата азбука произлиза от латинската, макар и косвено. В оригиналната система на брайла, точките са подредени според реда на буквата във френската азбука. Първите 10 букви използват различни комбинации от горните четири точки „::“, аналогични са и цифрите. В българския език брайловата азбука не се подчинява на този принцип.

## Форми
Брайловата азбука може да се разглежда като първата схема за двоично кодиране в света. Брайловата система се състои от две части:
1. Закодиране или изписване на буквения символ, състоящ се от комбинации между шест точки на хартията.
2. Декодиране на символа, прочитане и възприемане на смисъла на символа.

Физически това представлява няколкоточков символ, издигнат в една клетка: „⠁⠃⠉⠙⠑“. В рамките на всяка една клетка, точките са организирани в позицията на две вертикални колони с по три точкови позиции, намиращи се една под друга, например „⠿“. Издигането на всяка точка може да се появи във всяка от шестте позиции. Ето как се образуват 63 възможни различни комбинации или по-точно 64, ако броим и клетката без нито една издигната точка, наречена интервал. Съгласно специално международно споразумение, символите могат да бъдат описани чрез именуването на позициите. Универсалното наричане на първите три подредени в лявата колонка една под друга са известни като първа, втора и трета, а във втората, дясна колонка, са четвърта, под нея – пета, а под нея – шеста. Например: първа – ляво горе, трета – ляво долу и четвърта – дясно горе, „⠍“ написани в една клетка, означават буквата „м“.
Отделните символи или думи се разграничават с празна клетка – интервал. Пунктуацията е представена от свой собствен набор от комбинации. Днес се използват различни комбинации от кодове в различните езици по света, а и не само, използват се и в различни области като математика или музика. Въпреки това шестте точки в едната брайлова клетка предлагат само 63 възможни различни, неповтарящи се комбинации. Ето защо много брайлови символи имат различно значение в зависимост от контекста. Пример: има едно съчетание от точки, поставянето на което показва, че следващият знак трябва да се чете като цифра, а не като буква. Буквата е „г“, пише се първа, втора, четвърта и пета „⠛“, ако обаче поставим пред нея цифрен знак, тя ще се прочете като цифрата „7“.

## Начини и средства за писане
Една от възможностите е на плоча и шило. Шилото пробива дупчиците на листа, а малки килийки в плочата обособяват отделните клетки. Всяка комбинация се изписва на гърба на листа и излиза огледално на лицевата страна.
Друг начин е писане със специална брайлова машина. Писането на машина е по-бързият и удобен начин, по-широко разпространен и практикуван. Тъй като при брайловото писане няма как да се изтрият ефективно символи при допускане на грешка, е прието тя да се зачерква с изписването на шесточия. При механичното напечатване на текстове с голям обем (учебници, книги), е възможно двустранното печатене на листа.
Съществуват брайлови принтери за възпроизвеждане на текст от компютър директно.
Друг източник на брайловите символи е брайловият дисплей. Той показва какво е изписано на монитора.

## Форматиране
Двете най-важни особености при писането на брайл са свързани с два знака, които определят значението на символите след тях.
1 – 4 ( ⠅) точка, означаващи главна буква
3-4-5-6 (⠼) точки, означаващи цифрен знак
Клетките след тях са или главни букви, или цифри.
Системата включва и пунктуация, например 2-ра точка означава запетая, а в зависимост от това дали скобата е преди или след думата тя е отворена или затворена.

## Размер
На една линия, тоест на един ред, се нареждат 34 клетки и между 25 – 27 реда на страница. Листовете са малко по-дебели и по-големи от стандарт А4. Текст с голям обем, като книга, учебник и др. се произвежда в няколко поредни тома на брайл.

## Нотен запис
New York Point е брайлова система, подобна на тактилната писменост за незрящи. Измислена е от Уилям Бел Уейт (William Bell Wait) (1839 – 1916), учител в Нюйоркския институт за образование на слепи.
| Брайлов символ   |   |   |   |   |   |   |   |
| Нотно означение  | C | D | E | F | G | A | B |
| Времева стойност |   |   |   |   |   |   |   |

## Сравнение между кирилица и латиница
| Знак | Франция | България | № |
| ---- | ------- | -------- | - |
| ⠁    | A       | А        | 1 |
| ⠃    | B       | Б        | 2 |
| ⠺    | W       | В        |   |
| ⠛    | G       | Г        | 7 |
| ⠙    | D       | Д        | 4 |
| ⠑    | E       | Е        | 5 |
| ⠚    | J       | Ж        | 0 |
| ⠵    | Z       | З        |   |
| ⠊    | I       | И        | 9 |
| ⠯    | Ç       | Й        |   |
| ⠅    | K       | К        |   |
| ⠇    | L       | Л        |   |
| ⠍    | M       | М        |   |
| ⠝    | N       | Н        |   |
| ⠕    | O       | О        |   |
| ⠏    | P       | П        |   |
| ⠗    | R       | Р        |   |
| ⠎    | S       | С        |   |
| ⠞    | T       | Т        |   |
| ⠥    | U       | У        |   |
| ⠋    | F       | Ф        | 6 |
| ⠓    | H       | Х        | 8 |
| ⠉    | C       | Ц        | 3 |
| ⠟    | Q       | Ч        |   |
| ⠱    |         | Ш        |   |
| ⠭    | X       | Щ        |   |
| ⠷    | À       | Ъ        |   |
| ⠮    | È       | Ы        |   |
| ⠾    | Ù       | Ь        |   |
| ⠳    |         | Ю        |   |
| ⠫    |         | Я        |   |
| ⠧    | V       |          |   |
| ⠽    | Y       |          |   |